# 砂浜Tシャツアート展

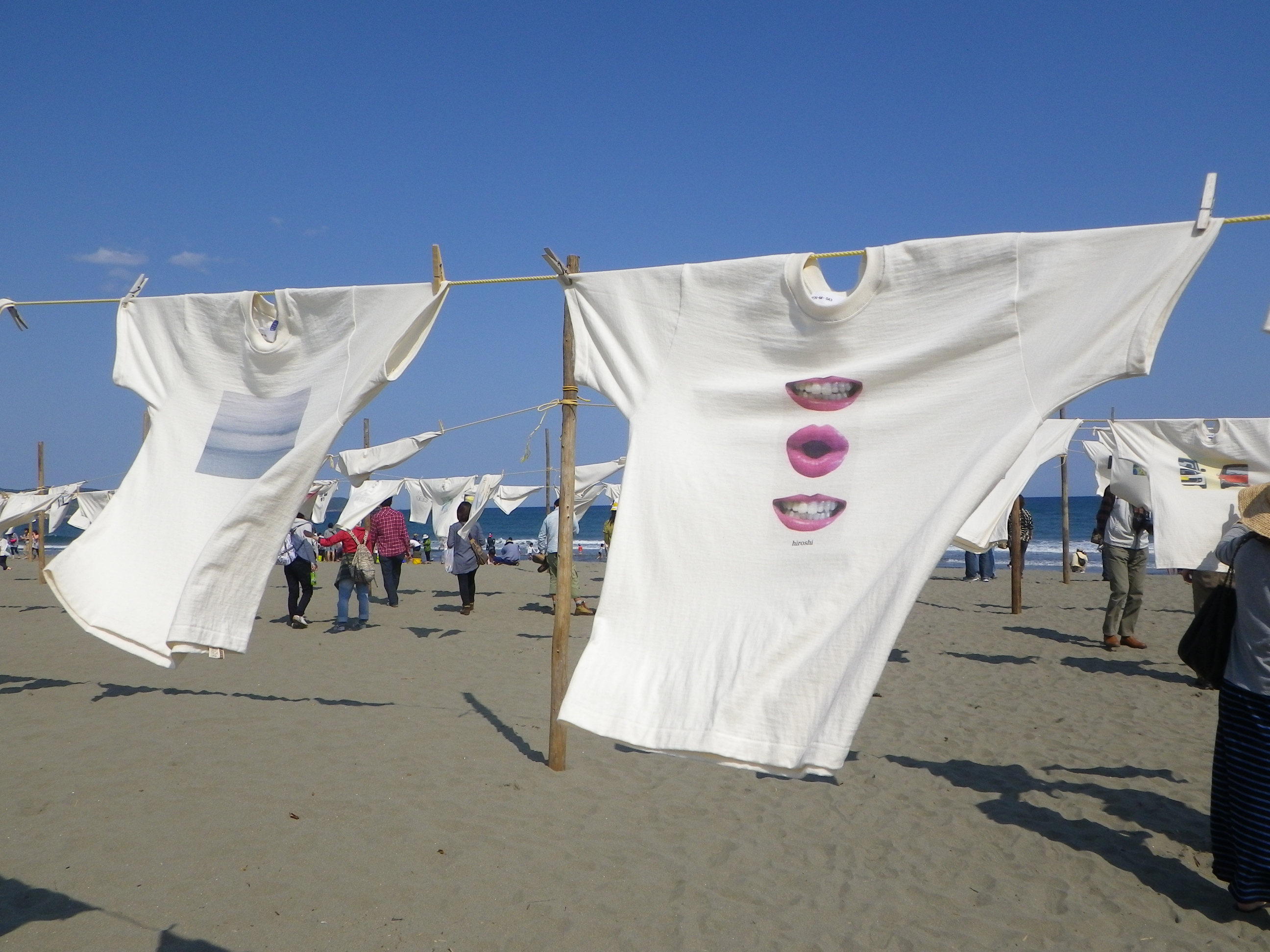
砂浜Tシャツアート展

砂浜Tシャツアート展（すなはまTシャツアートてん）は、高知県幡多郡黒潮町の入野海岸にある砂浜美術館で開催される、Tシャツアートの展覧会。主催は特定非営利活動法人砂浜美術館。開催時期はゴールデンウィーク中の5日間。砂浜に立てた柱の間に渡したロープに、イラストを施したTシャツを並べて吊り下げる形で展示される。
展示されるTシャツは全て公募作品であり、オリジナルのデザイン・写真を素材として募集する。素材画はオーガニックコットンTシャツにプリントされ、展示された後は、出品者の下へ送り届けられる。
期間中には、その他さまざまな催し（シーサイドはだしマラソン、ビーチサンダル飛ばし大会など）も同時開催される。
「ありのままの自然にアートを感じる砂浜美術館」として四国八十八景37番に選定される。

## 歴史
第一回は1989年。黒潮町職員の松本敏郎がデザイナーの梅原真とともに砂浜美術館を設立。砂浜美術館の一展示として、フォトイラストレーターの北出博基の発案でTシャツアート展を開催した。発想のヒントは、花王の洗剤ニュービーズの広告であったという。当初は町議会で議員から批判的な意見が出たりしたが、やがて多くの観光客を集めるイベントに成長した。

## 賞
以下の賞がある。
- 砂浜大賞 - 1作品
- 優秀賞 - 2作品
- ひらひら賞 - 5作品
- Wind賞 -10作品